# 臺灣脈弄蝶
臺灣脈弄蝶（学名：Praethoressa horishana），又名黃條陀弄蝶、黃條褐弄蝶，为弄蝶科脈弄蝶屬下的一个种。

## 描述
雌雄差異不明顯。
雄蝶頭部覆有褐黃相間鱗片，觸角褐色，靠近末端有黃色鱗，尖端裸露且彎曲如鉤。口器褐色，下唇鬚前伸，前兩節披乳黃色毛，末節細小、褐色，呈鉤狀。胸部背面為褐色，腹面黃色；足部褐色，帶黃色毛。
前翅為尖三角形，長16-19 mm，邊緣略突；後翅扇形。翅背面褐色底，具透明與乳白色斑，翅基處覆黃褐色毛。翅腹面底色亦為褐色，前翅斑與背面一致，但黃斑更顯眼，前緣形成窄帶，翅頂並列數枚斑點。後翅中央與亞外緣各有一列斑點，翅基帶有些許條紋。緣毛為黃白色混褐色。
雌蝶外型與雄蝶相似，但翅膀較寬，前翅背面的性標由CuA2室的黃白斑點所取代。

## 分佈
為臺灣特有種，分佈於本島低至中海拔地區。

## 棲地
棲息於常綠闊葉林中。一年可發生多個世代，成蟲飛行活潑而敏捷，具有訪花的習性。幼蟲以禾本科的芒草為食。